# مقاطعة نورثومبرلاند (فيرجينيا)
 مقاطعة نورثومبرلاند  (بالإنجليزية:  Northumberland County)‏ هي إحدى المقاطعات في ولاية فيرجينيا في الولايات المتحدة الأمريكية.